# 松平信久 (教育学者)
松平 信久（まつだいら のぶひさ、1941年3月3日 - 2021年5月20日 ）は、日本の教育学者。専門分野は教育心理学、教授学、児童文化論、教師教育論。学校法人立教学院学院長、立教大学名誉教授。

## 生涯
1941年、東京都府中市に生まれる。1963年立教大学文学部を卒業。1963年から1966年にかけての3年間、東京都八丈小島の八丈町立鳥打小中学校に、小学校教諭として赴任。
その後大学院に戻り、1968年に立教大学大学院文学研究科心理学専攻修士課程を修了。1975年に文学部助教授、1982年教授。キリスト教教育研究所所長、立教大学文学部教育学科長、立教高等学校校長、立教新座中学校・高等学校校長などを歴任。
2003年から2010年にかけて立教学院学院長。2006年に立教大学名誉教授。

## おもな著書

### 単著
- 『「時」に生き「時」を超えて―物語に表れた「時」「母」「父」を読む』

### 共著書
- 『教育心理学』
- 『現代教育を考える』
- 『子どものための学校』

### 共編著書
- 『教師のライフコース―昭和史を教師として生きて』